# Вільяльмансо
Вільяльмансо (ісп. Villalmanzo) — муніципалітет в Іспанії, у складі автономної спільноти Кастилія-і-Леон, у провінції Бургос. Населення — 482 особи (2010).
Муніципалітет розташований на відстані близько 180 км на північ від Мадрида, 33 км на південь від Бургоса.

## Демографія
Динаміка населення (INE ):

## Галерея зображень

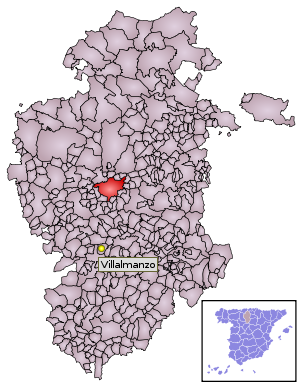
Розташування муніципалітету Вільяльмансо